# Белоруски језик
Белоруски језик (блр. беларуская мова) је званични језик Белорусије, а његови говорници се могу срести и у Украјини, Русији и Пољској. Припада групи источнословенских језика и дели многе граматичке и лексичке особине са другим језицима из ове групе. Претходник овог језика је био староруски језик.
У данашњој Белорусији се значајно више употребљава руски него белоруски језик. Статистике показују различите бројеве, најчешће да око 1/3 становништва Белорусије говори и пише на белоруском језику. У основним школама се изучава као обавезан, такође и на филолошким факултетима. Два пута је реформисан белоруски језик: 1956. и 2008, а граматика која се изучава и користи данас потиче управо од последње наведене реформе. Белоруски језик се користио и у Великој Кнежевини Литванској, а у потпуности је формиран крајем 19. и почетком 20. века. До просвећења грађанства погрешно је називан литванским језиком, да би касније био формиран и назван белоруским.

## Писмо
Званично писмо белоруског језика је Белоруска ћирилица која се састоји из 34 знака, иако се званично говори да су у питању 32 слова, не рачунајући дублете Дж и Дз:
Аа Бб Вв Гг Дд (Дж дж) (Дз дз) Ее Ёё Жж
Зз Іі Йй Кк Лл Мм Нн Оо Пп Рр Сс Тт Уу 
(Ўў) Фф Хх Цц Чч Шш Ыы Ьь Ээ Юю Яя
Уместо тврдог знака, у белоруском се употребљава апостроф. (') Једини језик на свету који садржи знак Ўў је белоруски.
Поред ћирилице, у незваничној употреби је и белоруска латиница.

## Врсте правописа
- Званични белоруски правопис — настао је као резултат политичке реформе 30-их, која је Белорусију учинила сличнијом руском.  Комисија која је развила ову реформу није укључивала ниједног језикословца, већ само професионалне советске комесаре.
- Класични белоруски правопис («тарашкевіца») — прави белоруски правопис који се користио у 19-20 вијеку до 1933 године.  Деведесетих је послат на употребу и сада се користи заједно са званичним правописом.  Белоруска дијаспора у Америци је и даље користила овај правопис.

Савремени белоруски језик је почео да се ствара око 1850. године..

## Статистике
Према статистикама пописа становништва СССР 1989. године белоруски језик је као матерњи сматрало 77.7% становништва, од тога је 80.2% Белоруса. У попису белоруског становништва 2009. године, белоруски је као матерњи навело 4 841 319 етничких Белоруса, а такође 217 015 представника других националности у држави. Поред тог броја, још 1 009 935 етничких Белоруса наводе белоруски језик као језик којим слободно владају, а 271 778 становника га је назвало "другим језиком". Према тим бројевима, белоруски језик је означило као матерњи 5 058 334 становника, а поред тога је још 1 281 713 људи владало белоруским језиком као другим, што је чинило 6 340 047 становника, који су слободно владали белоруским језиком. По ширим статистикама, око 85.6% Белоруса признаје белоруски језик као матерњи. Скоро 74% становништва говори свакодневно само на руском језику, а 21% уопште не користи белоруски језик.

## Белоруска култура у Србији
Са белоруског језика на српски преводио је проф. др Миодраг Сибиновић, док данас преводе проф. др Иван Чарота из Минска, као и мср Дајана Лазаревић. На Филолошком факултету Универзитета у Београду белоруски језик и белоруску књижевност као изборне предмете предаје др Светлана Гољак. Сви поменути стручњаци део су Пројекта Растко - Библиотеке белоруско-српских књижевних веза, на челу које се налази управо проф. др Иван Чарота